# Galerucins
Els galerucins (Galerucinae) són una subfamília de coleòpters de la família dels crisomèlids, la qual està formada per unes 5.800 espècies. Algunes espècies dels gèneres Galerucella i Xanthogaleruca són greus defoliadors d'arbres com els salzes i els oms.

## Tribus
- Tribu Alticini
- Tribu Decarthrocerini
- Tribu Galerucini
- Tribu Hylaspini
- Tribu Luperini
- Tribu Metacyclini
- Tribu Oidini

### Gèneres seleccionats
- Acalymma
- Agelastica
- Andersonoplatus[1]
- Aplosonyx
- Arima
- Aulacophora
- Belarima
- Calomicrus
- Cneorane
- Diorhabda
- Diabrotica
- Euluperus
- Exosoma
- Falsoexosoma
- Galeruca
- Galerucella
- Leptomona
- Lochmaea
- Longitarsus
- Luperus
- Marseulia
- Menippus
- Monolepta
- Normaltica
- Nymphius
- Phyllobrotica
- Poneridia
- Psylliodes
- Pyrrhalta
- Sermylassa
- Theone
- Trirhabda
- Xanthogaleruca
- Yingaresca